# Воловик, Михаил Яковлевич
Михаил Яковлевич Волови́к (21 декабря 1917 года, Глухов, Черниговская губерния, Российская Советская Республика — 7 марта 1994 года, Уфа, Республика Башкортостан, Россия) — советский и российский писатель, историограф, поэт, переводчик; авиационный инженер, организатор моторостроительного производства, педагог.
Заместитель главного инженера Уфимского моторостроительного завода (Уфимского моторостроительного производственного объединения, 1964—1983).  Заслуженный работник культуры БАССР, Заслуженный работник культуры Российской Федерации.

## Биография
Михаил Яковлевич Воловик родился 21 декабря 1917 года в Глухове Черниговской губернии (ныне Сумская область Украины), в семье Якова Залмановича Воловика (1889—1932) и Марии Файвишевны (Павловны) Воловик (1891—?). Дед, выпускник Императорского Университета Святого Владимира (1883) Залман Шоломович Воловик, был аптекарем в Глухове и позже в Харькове.
После скоропостижной смерти отца в 1932 году стал учеником ФЗУ в Запорожье. В 1934—1935 годах, работая токарем на заводе, окончил вечерний рабфак.
В 1940 году окончил Запорожский институт сельскохозяйственного машиностроения и по распределению был направлен работать на Уфимский завод комбайновых моторов (вскоре сменивший название на «Завод № 384 Наркомата авиационной промышленности СССР», затем — Уфимский моторостроительный завод, ныне — Уфимское моторостроительное производственное объединение). Начинал свою карьеру мастером, затем, в 1943—1954 годах, работал начальником цехового БТК, в 1954—1964 годах — заместителем главного контролёра, в 1964—1983 годах — заместителем главного инженера по спецтехнике, в последние годы — старшим инженером. В 1987 году вышел на пенсию.
Параллельно с работой на заводе 25 лет преподавал в Уфимском авиационном институте, в том числе с 1967 года — в должности доцента кафедры «Технология машиностроения».
Совместно с писателем Иваном Сотниковым Михаил Яковлевич написал две книги об Уфимском моторостроительном заводе (УМПО) — крупнейшем предприятии, судьба которого стала и судьбой Воловика: «Завод мой — гордость моя» (1975) и «Наша с тобой биография» (1985).

«В УМПО всегда хватало ярких, колоритных личностей. Один из них — заместитель главного инженера Михаил Воловик. Он окончил технический вуз на Украине. Потом в биографии молодого специалиста появились Уфа, завод, разросшийся до гигантского объединения. М. Воловик был профессиональным инженером и профессиональным писателем одновременно. Чрезвычайно плодовитым рационализатором и мастером сатирических и юмористических миниатюр. Используя башкирский фольклор, он сочинял живые поучительные истории. Общедоступные, демократичные, они читаются в один присест».— Ю. Н. Коваль, публицист.
```
Чувствую: до берега
я не дотяну,
И кричу приятелю:
Помоги, тону!
Друг бегом от берега:
Позову народ!
Хорошо, что близко
оказался брод.

```

Как автор Михаил Воловик дебютировал в газетах «Черниковский рабочий» и «Советская Башкирия», где в 1945 году были опубликованы его сатирические стихи и басни. Первый сборник басен Воловика, «Солнце и свинья», был издан в 1952 году. Верность этим литературным жанрам поэт сохранил на всю жизнь. В результате им были написаны книги: «Карикатуры с натуры» (1962), «Палки в колесах» (1964), «Баснословно» (1967), «И в шутку, и всерьёз» (1970), «Смехоскоп» (1974), «Смех на весь цех» (1985) и др. В 1961 году был принят в Союз писателей Башкирской АССР. Член Союза писателей СССР.
Михаил Яковлевич писал стихи, сказки и легенды для детей; им были выпущены книги «Смехотворения» (1969), «Вот — завод» (1976), «Волшебное кольцо» (1976), «Бай и Сэсэн» (1978), «Лес чудес» (1984). Любовь к башкирскому фольклору и знание его тонкостей позволили М. Я. Воловику создать ряд стихотворных переложений, а также авторские сказания и баллады: «Сказание о Ерэнсэ-сэсэне» (1981), «Ерәнсә сәсән» (перевод на башкирский язык, 1983), «Весёлые мудрецы» (1987). Читатели запомнили и полюбили ярких и самобытных героев Воловика — острослова Ерэнсэ-сэсэна и хитромудрого Алдара-кусэ. Спектакль «Проделки Алдара» по сценарию М. Воловика с успехом шёл на сцене Уфимского русского драматического театра.
Значительной стала и та часть творчества Михаила Воловика, которая связана с переводами стихотворений и басен башкирских и украинских поэтов. Она представлена книгами: «Голубой мячик» (стихи Г. А. Юнусовой, перевод с башкирского, 1976); «Улыбки друзей» (М. Гафури, С. Олейник и др., с башкирского и украинского, 1979); «Между нами, джигитами» (Т. Арслан, с башкирского, 1981); «Созвездие улыбок» (Ф. Капельгородский, С. Олейник и др., с украинского, 1988); «Мысли вслух» (М. Гафури, Ш. Бабич и др., с башкирского, 1991). Всего М. Я. Воловиком были написаны 42 книги.
Друг Михаила Яковлевича, главный редактор газеты «Истоки» вспоминал:

«Самым последним его произведением, как ни странно, оказалась… рекомендация в члены Союза писателей Леониду Соколову, написанная поздним вечером 6 марта 1994 года. А утром 7 марта его уже не стало».— Александр Филиппов, народный поэт Башкирии.
М. Я. Воловик похоронен в Уфе.

## Семья
- Сын — Александр Михайлович Воловик (род. 1946), доктор экономических наук, генеральный директор ПАО ФПК «Би-Газ-Си».

## Публикации

### Монографии по истории УМЗ/УМПО
1. Завод мой — гордость моя (Уфимский моторостроительный завод) / М. Я. Воловик, И. В. Сотников. — Уфа, Башкирское книжное издательство, 1975. — 302 с.;
2. Наша с тобой биография (Страницы истории Уфимского моторостроительного производственного объединения) / И. В. Сотников, М. Я. Воловик. — Уфа, Башкирское книжное издательство, 1985. — 253 с.[15]

### Литературные произведения
1. Солнце и свинья. Басни / М. Я. Воловик; художник: А. Баранов. — Уфа, Башгосиздат, 1952. — 48 с.;
2. Звонок. Басня / М. Я. Воловик // В книге: Союз советских писателей Башкирии. — Под ред. И. В. Сотникова. — Уфа, Башгосиздат, 1955. — С. 203;
3. Карикатуры с натуры. Басни / М. Я. Воловик; художник: А. Баранов. — Уфа, Башкнигоиздат, 1962. — 47 с. — Циклы: Карикатуры с натуры; В международном зверинце; Вечные зерна;
4. Палки в колесах. Басни / М. Я. Воловик. — Уфа, Башкнигоиздат, 1964. — 46 с. — Циклы: Пни на дороге; Басни друзей. Переводы с башкирского; Ох уж эти дети!;
5. Баснословно. Стихи / М. Я. Воловик. — Уфа, Башкирское книжное издательство, 1967. — 128 с. — Циклы: Оптимистические басни; Кляксы; Каламбуры-миниатюры; Ох, уж эти дети!; Улыбки друзей;
6. Смехотворения (Для младшего школьного возраста) / М. Я. Воловик; художник: А. Баранов. — Уфа, Башкирское книжное издательство, 1969. — 47 с.;
7. И в шутку, и всерьез. Сатирические стихи / М. Я. Воловик; художник: А. Баранов. — Уфа, Башкирское книжное издательство, 1970. — 47 с. — Циклы: Пни на дороге; Странные страны; Колючие каламбуры; Улыбки друзей;
8. Смехоскоп. Стихи / М. Я. Воловик. — Уфа, Башкирское книжное издательство, 1974. — 87 с. — Циклы: Виновник волнения; Портретики; Колючие каламбуры; Дьявольская комедия; Зло про зло; Зубастый зверинец; В мире животных; Сатирические баллады; Украина улыбается; Ответы Тараса;
9. Вот — завод. Стихи (Для младшего школьного возраста) / М. Я. Воловик; художник: А. Веселов. — Уфа, Башкирское книжное издательство, 1976. — 28 с.;
10. Волшебное кольцо. Сказки (Для детей дошкольного возраста) / М. Я. Воловик; художник: А. Королевский. — На русском и башкирском языках. — Уфа, Башкирское книжное издательство, 1976. — 64 с.;
11. Голубой мячик. Стихи (Для дошкольного возраста) / Г. А. Юнусова; перевод с башкирского: М. Я. Воловик; художник: В. Соколов. — Уфа, Башкирское книжное издательство, 1976. — 20 с.;
12. Взирая на лица. Стихи, басни, баллады, сказки / М. Я. Воловик; художник: А. Штабель. — Уфа, Башкирское книжное издательство, 1977. — 208 с.;
13. Урал улыбается / Авторы: Э. Абайдуллина, В. Анищенко, Р. Бикчентаев, В. Богданович, Ф. Вибе, М. Воловик и др.; художник: В. Шкарбан. — Челябинск, Южно-Уральское книжное издательство, 1977;
14. Бай и Сэсэн (по мотивам башкирских легенд. Для младшего школьного возраста) / М. Я. Воловик; художник: А. Веселов. — Уфа, Башкирское книжное издательство, 1978. — 40 с.;
15. Из ряда вон выходящие… / М. Я. Воловик; дружеский шарж и рисунки: А. Крылов. — Москва, Правда, 1978. — 48 с.;
16. Улыбки друзей (Басни, сатира, юмор. Стихи) / Содержание М. Гафури, С. Олейник, С. Кудаш, П. Шабатян, С. Кулибай, К. Даян, Г. Рамазанов, В. Иванович, П. Ребро, Т. Арслан; перевод с украинского и башкирского: М. Я. Воловик. — Уфа, Башкирское книжное издательство, 1979. — 223 с.;
17. Сказание о Ерэнсэ-сэсэне / М. Я. Воловик. — Уфа, 1981;
18. Между нами, джигитами. Сатирические стихи / Тимер Арслан; перевод с башкирского: М. Я. Воловик. — Уфа, Башкирское книжное издательство, 1981. — 79 с.;
19. Не по воде вилами писано (Юмористические рассказы и стихи башкирских авторов) / М. Я. Воловик; художник: Б. Старчиков. — Москва, Правда, 1982. — Серия: Библиотека «Крокодила». — 48 с.;
20. Лаконизмы. Сатирические и юмористические стихи / М. Я. Воловик; художник: А. Штабель. — Уфа, Башкирское книжное издательство, 1982. — 96 с.;
21. Ерәнсә сәсән (Ерэнсэ-сэсэн. Сказание) / М. Я. Воловик; перевод с русского: В. Ахмадиев.[16] — Башкирский яз. — Уфа, Башкирское книжное издательство, 1983. — 127 с.;
22. Урал улыбается / Авторы: С. Айнутдинов, В. Анищенко, С. Ашмарин, В. Богданович, С. Бурцев, В. Васильев, Ф. Вибе, М. Воловик и др.; перевод: С. Сафиуллин, И. Рыжиков. — Челябинск, Южно-Уральское книжное издательство, 1983;
23. Лес чудес (Сказки и легенды в стихах. Для среднего школьного возраста) / М. Я. Воловик; художник: В. Рудакова. — Уфа, Башкирское книжное издательство, 1984. — 55 с.;
24. Смех на весь цех (Сатирические стихи) / М. Я. Воловик; художник: А. Штабель. — Уфа, Башкирское книжное издательство, 1985. — 80 с.;
25. Лукавинки (Сборник) / М. Я. Воловик; художник: Е. Милутка. — Москва, Правда, 1986. — Серия: Библиотека «Крокодила». — 47 с.;
26. Весёлые мудрецы (Стихи по мотивам башкирского фольклора) / М. Я. Воловик; художники: В. Рудаков, В. Чиглинцев. — Уфа, Башкирское книжное издательство, 1987. — 224 с. — Тираж 10000 экз.;
27. Не про нас будь сказано! (Сатирические стихи. Переводы) / М. Я. Воловик. — Уфа, Башкирское книжное издательство, 1988. — 93 с. — ISBN 5-295-00121-0;
28. Созвездие улыбок (Юмористические и сатирические стихи) / Авторы: Ф. Капельгородский, С. Олейник, Н. Годованец, С. Воскрекасенко, Д. Белоус, В. Иванович, Е. Бондуренко, А. Косматенко, П. Ключина, В. Лагода и др.; перевод с украинского: М. Я. Воловик. — Уфа, Башкирское книжное издательство, 1988. — 222 с. — ISBN 5-295-00107-5;
29. И в рифму, и вправду (Сатира и юмор в стихах) / М. Я. Воловик; художник: В. Ковалев. — Уфа, Башкирское книжное издательство, 1990. — 157 с. — ISBN 5-295-00620-4;
30. Мысли вслух. Из юмористических и сатирических стихов башкирских поэтов / Авторы: М. Гафури, Ш. Бабич, С. Кудаш, Р. Нигмати, С. Кулибай, К. Даян, А. Вали, Н. Наджми, Х. Гиляжев, Т. Арслан и др.; перевод: М. Я. Воловик. — Уфа, Башкирское книжное издательство, 1991. — 160 с. — ISBN 5-295-00636-0;
31. Стрелы сатиры. Стихи / М. Я. Воловик; художник: А. Штабель. — Обнинск, Принтер, 1992. — 112 с. — Циклы: Колючие каламбуры; Эпиграммострел; Словесные портретики; Баснословно; Улыбки друзей; История Государства Российского, или Как на Руси жить хорошо?; Предание старины глубокой;
32. Азбука веселой мудрости (Стихи), в 3-х книгах / М. Я. Воловик; художник: А. Штабель. — Кн. 1. — Уфа, Слово, 1992. — 236 с. — ISBN 5-87308-033-X;
33. Азбука веселой мудрости (Стихи), в 3-х книгах / М. Я. Воловик; художник: А. Штабель. — Кн. 2. — Уфа, Слово, 1993. — 205 с. — ISBN 5-87308-034-8;
34. Стихи / М. Я. Воловик. — Уфа, 1995. — 28 с.;
35. Азбука веселой мудрости (Стихи) / М. Я. Воловик; художник: А. Штабель. — Кн. 3. — Корпорация «Би-Газ-Си», 1997. — 240 с.;
36. История Государства Российского, или Как на Руси жить хорошо. Сатирическая поэма / М. Я. Воловик. — Москва, Изд. дом «БИ-ГАЗ-СИ», 1997. — 30 с.;
37. Антология поэзии Башкортостана / Стихи М. Я. Воловика в сборнике; составители: Р. Т. Бикбаев, А. Р. Юлдашбаев. — Уфа, Китап, 2007. — Серия: Голоса веков (Союз писателей Республики Башкортостан). — 454 с. — Тираж 3000 экз. — ISBN 978-5-295-04223-2.[17]

## Рационализаторская и изобретательская деятельность
За годы работы на УМЗ/УМПО и в УАИ М. Я. Воловик стал автором 114 рационализаторских предложений и изобретений. Наиболее известны:

### Авторские свидетельства
1. Многооборотный бесконтактный потенциометр. — Авторское свидетельство № 714293. — Заявитель: Уфимский моторостроительный завод. — Авторы: Н. А. Ахраров, М. Я. Воловик, И. И. Парфенов, Я. Н. Зарифулин. — Приоритет: 14.06.1976. — Опубликовано: 05.02.1980, бюл. № 5;
2. Устройство для газоэжекционного наддува двигателя внутреннего сгорания. — Авторское свидетельство № 1193278. — Заявитель: Уфимский ордена Ленина авиационный институт им. С. Орджоникидзе. — Авторы: Б. П. Рудой, А. К. Хамидуллин, М. Я. Воловик, У. А. Шарипов, И. Р. Мулюков. — Приоритет: 30.05.1984. — Опубликовано: 23.11.1985, бюл. № 43;
3. Двигатель внутреннего сгорания. — Авторское свидетельство № 1216388. — Заявитель: Уфимский ордена Ленина авиационный институт им. Серго Орджоникидзе. — Авторы: А. К. Хамидуллин, Б. П. Рудой, З. М. Гаитов, М. Я. Воловик, У. А. Шарипов. — Приоритет: 30.05.1984. — Опубликовано: 07.03.1986, бюл. № 9;
4. Четырехтактный двигатель внутреннего сгорания с боковым расположением клапанов. — Авторское свидетельство № 1300164. — Заявитель: предприятие п/я В-2988. — Авторы: У. А. Шарипов, Э. Б. Ахметов, М. Я. Воловик. — Приоритет: 09.10.1985. — Опубликовано: 30.03.1987, бюл. № 12;
5. Способ использования энергии выпускных газов двигателя внутреннего сгорания и устройство для его осуществления. — Авторское свидетельство № 1344924. — Заявитель: Уфимский авиационный институт им. Серго Орджоникидзе. — Авторы: А. К. Хамидуллин, Б. П. Рудой, Р. У. Абдуллин, Р. М. Вильданова, М. Я. Воловик, У. А. Шарипов. — Приоритет: 16.05.1986. — Опубликовано: 15.10.1987, бюл. № 38.

## Штрихи к портрету инженера
- Спецтехника, техническим руководителем выпуска которой на УМЗ/УМПО был М. Я. Воловик, отличалась исключительной надёжностью. За многие годы при эксплуатации ответственнейших изделий не случилось ни единого отказа — а этот период истории уфимской спецтехники включал и эпизоды массового боевого применения, в том числе в ходе Вьетнамской войны. Конечно, не один Михаил Яковлевич являлся гарантом успешной работы агрегатов, но и его личный вклад в обеспечение качества продукции завода значителен.
- М. Я. Воловик был одним из авторов идеи использования для нужд производства и народного хозяйства (в частности, для установки на самолёты-мишени) двигателей и узлов, выработавших свой первоначальный ресурс на стенде и в эксплуатации. Это техническое решение позволило в значительной степени разгрузить мощности основного производства, сэкономить миллионы рублей государственных средств и более 4 тысяч тонн высоколегированной стали и цветных металлов.
- С начала 1980-х годов круг обязанностей заместителя главного инженера УМПО М. Я. Воловика был расширен. Ему было поручено курировать подготовку производства одного из товаров народного потребления — мотоблока для приусадебных участков. Задачка с технической точки зрения казалась элементарной. Однако для нового изделия, в лучших традициях авиапрома, был назначен немалый ресурс — несколько тысяч часов, для обеспечения которого потребовалось резко повысить класс точности изготовления деталей, — и проблемы посыпались как из рога изобилия. Между тем, министерство спрашивало с руководства объединения за срыв сроков освоения мотоблока столь же жёстко, как за двигатель для какого-нибудь новейшего истребителя. И генеральный директор, в свою очередь, раз за разом требовал соблюдения сроков работ от Воловика. «Так вот где таилась погибель моя!» — с лукавой грустинкой пошучивал главный литератор завода.

## Литературно-общественная деятельность
В 1961 году М. Я. Воловик был принят в Союз писателей СССР. На протяжении четверти века он входил в редколлегию башкирского сатирического журнала «Хэнэк» («Вилы»).

«А сколько писем мы с ним писали в обком и ЦК с просьбой разрешить издавать наш журнал и на русском языке! Правда, поначалу все наши обращения оставались без ответа. Но в конце концов мечта Михаила Яковлевича и всех башкортостанских сатириков осуществилась: с 1992 года начал выходить русский юмористический журнал „Вилы“».— Марсель Салимов, главный редактор журнала «Хэнэк» («Вилы») в 1980—2010 гг.

## Признание
- Два ордена «Знак Почёта» (1969, 1975);[6]
- медали;
- Звание «Заслуженный работник культуры Российской Федерации» (1993) — за заслуги в области культуры и многолетнюю плодотворную работу;[20]
- Звание «Заслуженный работник культуры БАССР» (1977);[6]
- Звание «Почётный моторостроитель» (УМПО, 1989);[21]
- Специальная премия Союза писателей Башкирии (1992) — за книгу «Мысли вслух», антологию башкирской сатирической поэзии.[4][19]

## Семья
Жена — Лидия Викторовна Воловик (1921—2005), по образованию была медиком. Супруги воспитали двоих сыновей. Старший, Борис Михайлович Воловик (род. 1941, Уфа), окончил Уфимский авиационный институт. Специалист в области радиопроэлектроники и средств связи, заместитель директора НИИ «Аккорд» (Черкассы), кандидат технических наук. Как и отец, пишет стихи. Младший сын, Александр Михайлович Воловик (род. 1946, Уфа), также окончил УАИ. Доктор экономических наук, профессор, генеральный директор промышленно-финансовой корпорации «Би-Газ-Си» (Москва).

## Память
- В Уфе на фасаде дома № 13 по улице Сельской Богородской, в котором с 1963 по 1994 год жил Михаил Воловик, к 80-летию со дня рождения писателя была установлена мемориальная доска;
- В средней общеобразовательной школе № 51 г. Уфы (ул. Ферина, дом 14/1) существует музей М. Я. Воловика;
- Отдельная экспозиция, посвящённая М. Я. Воловику, есть в Музее истории Уфимского моторостроительного производственного объединения (ул. Сельская Богородская, дом 6/1, корпус 2).[23]